# Mid West (Australia)
Mid West è una delle nove regioni dell'Australia Occidentale. Essa occupa una striscia nella parte centrale dello Stato che si estende in direzione est-ovest ed è suddivisa nelle seguenti Local Government Areas:
- Contea di Carnamah
- Contea di Chapman Valley
- Contea di Coorow
- Contea di Cue
- Città di Greater Geraldton
- Contea di Irwin
- Contea di Meekatharra
- Contea di Mingenew
- Contea di Morawa
- Contea di Mount Magnet
- Contea di Murchison
- Contea di Northampton
- Contea di Perenjori
- Contea di Sandstone
- Contea di Three Springs
- Contea di Wiluna
- Contea di Yalgoo

La regione si estende su di una superficie di 472.336 chilometri quadrati e la sua popolazione ammonta a circa 52.000 abitanti. Nella sua parte più orientale il Mid West comprende parte del deserto di Gibson.
A causa della conformazione geografica, l'economia della regione è molto varia: nella zona costiera sono molto sviluppate l'agricoltura e la pesca, mentre man mano che ci si spinge nelle zone più interne le precipitazioni diminuiscono e l'industria più importante è quella estrattiva, soprattutto per quanto riguarda oro e nickel.